# 多罗戈米洛沃区
多罗戈米洛沃区（俄語：район Дорогомилово）是莫斯科西行政区的一区，面积7.93平方公里，人口75,669人。基辅站、胜利公园站、菲利站和明斯克站位于该区内。